# SuperClásico
SuperClásico – duńska komedia z 2011 roku w reżyserii Ole Christiana Madsena. Zdjęcia kręcono w Kopenhadze i Buenos Aires.

## Opis fabuły
Kopenhaga. Życie Christiana (Anders W. Berthelsen) obraca się w ruinę. Grozi mu bankructwo i jakiś czas temu opuściła go żona (Paprika Steen). Kobieta wyjechała do Buenos Aires, gdzie związała się z futbolistą. Christian porzuca myśl o samobójstwie i postanawia odzyskać miłość.

## Obsada
- Paprika Steen jako Anna
- Anders W. Berthelsen jako Christian
- Adriana Mascialino jako Fernanda
- Sebastián Estevanez jako Juan Díaz
- Dafne Schiling jako Veronica
- Jamie Morton jako Oscar
- Mikael Bertelsen jako narrator
- Miguel Dedovich jako Mendoza